# Adat

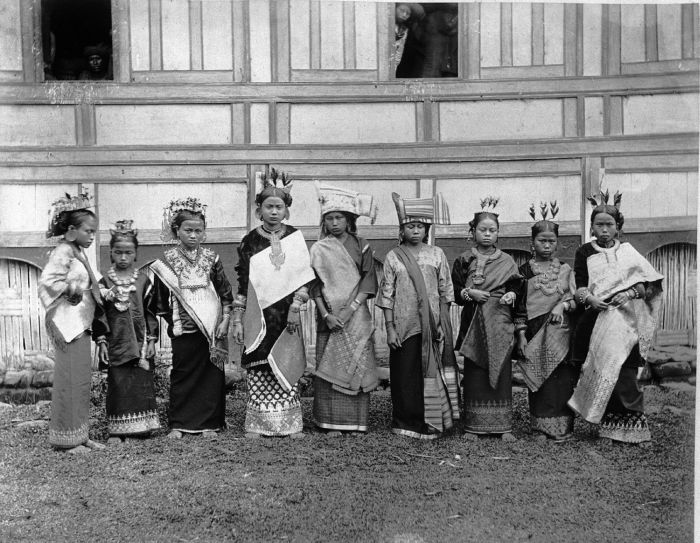
Grup de persones de Minangkabau amb vestit d'adat, 1895

Adat (en jawi: عادت) és el terme genèric derivat de la llengua àrab per descriure una varietat de pràctiques i tradicions consuetudinàries locals observades per les comunitats musulmanes al nord del Caucas, Àsia central i el sud-est asiàtic. Malgrat el seu origen àrab, el terme adat ressona profundament a tot el sud-est asiàtic marítim on, a causa de la influència colonial, el seu ús s'ha institucionalitzat sistemàticament en diverses comunitats no musulmanes. A la regió, el terme fa referència, en un sentit més ampli, a les normes, regles, interdiccions i mandats consuetudinaris que guien la conducta de l'individu com a membre de la comunitat i les sancions i formes d'adreça per les quals es mantenen aquestes normes i regles. L’adat també inclou el conjunt de lleis locals i tradicionals, i els sistemes de resolució de disputes pels quals es regulava la societat.

## Origen
El terme adat deriva de la paraula àrab ʿādā́t (عادات), la forma plural d’ʿā́da (عادَة), que significa costum o hàbit i es considera sinònim d'urf (عرف), quelcom que es coneix o accepta habitualment. Generalment es refereix al resultat d'una convenció de llarga durada, adoptada deliberadament o fruit d'una adaptació inconscient a les circumstàncies, que s'ha seguit quan les consideracions pràctiques han estat més importants.
Abans de l'arribada de l'islam, els pobles del Caucas del Nord i l'Àsia central tenien codis de dret legal i civil establerts des de fa temps, que en el període islàmic es van conèixer amb el terme adat. Les adats a les societats tradicionals de l'Àsia central són guiades per membres autoritzats de les comunitats, normalment els consells d'Aqsaqals. Es basa en un codi de conducta tribal i en segles d'experiència en la resolució de conflictes entre individus, comunitats i tribus. Al nord del Caucas, el còdex de valors tradicionals de l’adat sostenia que el teip ('clan') era la referència principal per a la lleialtat, l'honor, la vergonya i la responsabilitat col·lectiva. L'administració colonial de l'Imperi Rus no va interferir amb les pràctiques legals locals i va delegar l'administració a nivell de comunitat local als consells d'aqsaqals i teips. També ho van fer els bolxevics durant els primers anys de la revolució de 1917. L’adat es va practicar entre els asiàtics centrals i els caucàsics del nord fins a principis de la dècada de 1930, abans que les autoritats soviètiques en prohibissin l'ús i el substituïssin pel dret civil.
Al sud-est asiàtic, el concepte d'adat i els seus significats es van formular per primera vegada al món islamitzat de parla malaia, aparentment per distingir les pràctiques no islàmiques de les islàmiques. Al segle xv, el soldanat de Malaca va desenvolupar un codi de dret internacional de navegació, Undang-Undang Laut Melaka, i un codi civil i comercial, Undang-Undang Melaka, que contenia gran influència islàmica però amb àmplies influències de l’adat.Aquests codis es van estendre més tard per la regió i es van convertir en la font legal de la jurisprudència local en els principals sultanats regionals com Brunei, Johor, Pattani i Aceh.
A les primeres dècades del segle xx, a les Índies Orientals Holandeses, l'estudi de l'adat va sorgir com un camp d'investigació especialitzat. Tot i que s'associa a les necessitats de l'administració colonial, aquest estudi, tanmateix, va donar lloc a una disciplina erudita activa que tractava comparativament amb diferents sistemes d'adat. Entre els investigadors destacats d'aquest estudi hi havia Van Vollenhoven, Ter Haar i Snouck Hurgronje. Diversos conceptes clau que encara s'estan utilitzant avui dia dins de la investigació del dret consuetudinari a la Indonèsia moderna són: adatrecht ('llei adat'), adatrechtskringen ('cercles de dret adat'), beschikkingsrecht (drets comunals sobre la terra o 'dret a aprofitar') i adatrechtsgemeenschappen ('comunitats de dret adat'). El dret adat o adatrecht ha estat utilitzada pel govern colonial com un terme legal que designa un dret prescriptiu, al qual se li va donar vigència com a entitat jurídica independent a part del dret canònic. Les lleis i costums indígenes locals de tots els grups ètnics, inclosos els dels no musulmans, van començar a anomenar-se col·lectivament "adat" i es van codificar en unitats de gestió jurídica, per la qual cosa es va introduir el pluralisme legal a les Índies Orientals. Sota aquest patró, basat en una classificació dels sistemes adat com a unitats geogràfiques culturals, els holandesos van dividir les Índies Orientals en almenys 19 àrees de dret adat.

## Ús modern
L'adat encara s'aplica als tribunals de Brunei, Malàisia i Indonèsia com a llei personal en determinats aspectes. A Malàisia, la constitució de cada estat va habilitar els governants malais com a caps de l'islam i dels costums malais al seu estat respectiu. Els consells estatals coneguts com a Majlis Agama Islam dan Adat Istiadat Melayu (Consell de l'Islam i dels Costums Malais) són els responsables d'assessorar els governants i de regular tant els afers islàmics com l'adat. Els procediments legals sobre temes relacionats amb els assumptes islàmics i l'adat (com ara els casos d'harta sepencar o de "propietat matrimonial") es duen a terme al Tribunal de la Xaria. A Sarawak i Sabah, les lleis d'adat natives de comunitats indígenes no malaies es van institucionalitzar mitjançant l'establiment de tribunals coneguts com a Mahkamah Bumiputera ('corts Bumiputra') i Mahkamah Anak Negeri ('corts natives') respectivament. Existeix un sistema paral·lel a la Malàisia peninsular per als malais ètnics, anomenat Mahkamah Penghulu (els tribunals de Penghulu són els dels caps del mukim) però amb una jurisdicció molt limitada. A Indonèsia, les regles d'adat encara tenen rellevància legal en algunes zones, especialment a la majoria de pobles hindús de Bali, l'àrea de Tenger i la regió de Yogyakarta i Surakarta.
Després de la dissolució de la Unió Soviètica, les pràctiques d'adat a l'Àsia central van començar a ressuscitar als anys noranta entre les comunitats de les zones rurals. Això es va deure en gran part a la decadència de les institucions jurídiques i d'aplicació de la llei a moltes parts de la regió. La constitució també va contribuir a aquest procés, ja que va habilitar algunes institucions tradicionals com ara els consells d'ancians (aqsaqals), amb algunes autoritats administratives. Al nord del Caucas, els sistemes tradicionals d'autogovern basats en clans, que funcionaven clandestinament des dels anys cinquanta, van començar a reaparèixer com a resposta a la negligència del govern federal i a la impotència de l'administració local. A causa de la pèrdua d'estudiosos i de literatura islàmics durant els anys estalinistes, l'adat que va sorgir gairebé no contenia elements de la llei islàmica. No obstant això, en els procediments d'adat hi participen un nombre creixent d'estudiosos musulmans, que ara estan involucrats en les decisions més importants a les assemblees de pobles i les administracions de districte.

## Cultura malaia
Als estats malais del sud-est asiàtic, la comunitat malaia es pot classificar formalment i històricament en dos grups diferents: un segons l'Adat Temenggung i l'altre segons l’Adat perpatih.
L'Adat Temenggung (costums o regles del Temenggung) és la forma més comuna d'adat, que és patrilineal i més generalitzada, i es pot trobar a la majoria dels estats malais. L'Adat perpatih, present gairebé exclusivament a Negeri Sembilan, on viuen els descendents dels immigrants Minangkabau de Sumatra Occidental, s'associa amb una regla de descendència matrilineal i una estructura política basada en el sistema de parentiu.
Tot i que ambdues adats es van originar a partir d'organitzacions tribals en el passat, és a l'Adat Perpatih on les restes de l'estructura tribal són clarament evidents en l'actualitat. Per citar un cas, el matrimoni entre dues persones que pertanyen al mateix clan es considera incestuós i està estrictament prohibit.
La principal preocupació amb l'adat (Temenggung i Perpatih) en la investigació i la literatura ha estat amb l'anomenada llei d'adat, o la definició dels drets de propietat, rang i altres privilegis a la societat malaia tradicional. Els estudis sobre el dret adat s'han preocupat principalment per les qüestions de la seva relació amb el dret islàmic (la llei xaria) i els casos legals als quals aquests conflictes han donat lloc.
A la cultura malaia, hi ha almenys cinc perspectives diferents de l'adat:
- Adatullah (عادت الله) - la forma absoluta d'adat que fa referència a l'ordre natural creat per Al·là: el sol surt a l'est i es pon a l'oest. L’Adatullah també pot referir-se a qualsevol pràctica que es basa gairebé absolutament en l'ahkam i les regles de l'islam, com el concepte de musyawarah (debat) i muafakat (consens) aplicat al sistema monàrquic malai.[16]
- Adat muhakamah (عادت محكمة) - el terme es refereix a les lleis, manaments i ordres tradicionals, compilats en codis legals pels governants per mantenir l'ordre social i l'harmonia. Les lleis d'adat, sovint combinades amb les lleis islàmiques, van ser la principal referència legal escrita per a les societats malaies des de l'època clàssica i comunament anomenades kanun. El primer exemple d'adat muhakamah és la Pedra d'Inscripció de Terengganu (1303) que conté una proclamació emesa pel "Sri Paduka Tuan" de Terengganu, instant els seus súbdits a estendre i defensar l'islam, i proporcionant deu lleis bàsiques com a guia. Altres codis legals malais notables són el Hukum Kanun Melaka ("Lleis de Malaca"), el Hukum Kanun Pahang ("Lleis de Pahang"), l'Undang-Undang Sembilan Puluh Sembilan ("Noranta-nou lleis") de Perak, el Hukum Kanun Brunei (Lleis de Brunei) i molts altres.[16]
- Adatunnah (عادتنه) - també conegut comunament com a resam (normes), l'adatunnah és una forma d'adat derivada de normes socials que es perceben com a bons valors morals i beneficiosos i que no van en contra de l'adatullah o l'adat muhakamah. Entre els exemples hi ha el gotong royong, l'organització de rumah terbuka (una forma d'esdeveniment social que se celebra tradicionalment a casa durant les èpoques festives, on es reben simpatitzants i al qual tothom, independentment de l'origen, està convidat a assistir), i l'aprenentatge de l'art marcial malai, el silat i molts altres.[16]
- Adat istiadat (عادت إستعادت) - definit com a rituals realitzats principalment en celebracions festives i cerimònies formals com la instal·lació de governants malais. L'objectiu d'aquests rituals és prescriure els codis adequats, amb l'objectiu de glorificar les celebracions i cerimònies.[16]
- Adat nenek moyang - es refereix a les pràctiques adat istiadat (rituals) derivades d'elements preislàmics que alguns estudiosos pensen que estan en contra dels ensenyaments de l'islam. Tot i que l'islam ha estat profundament arrelat a la vida de la societat malaia durant centenars d'anys, moltes pràctiques d'adat nenek moyang van prevaler. No obstant això, hi va haver esforços continus per part dels ulamas i els líders de la comunitat per promoure la discontinuïtat de pràctiques adat nenek moyang com perayaan mandi safar (festival del bany safar), tepung tawar (ritual de farina simple) quan s'entra a una nova casa a Malàisia. Així i tot, entre els malais d'Indonèsia, els ulama donen suport a aquestes pràctiques i pensen que no van en contra dels ensenyaments de l'islam.[16]